# Роль Михайло Михайлович
Михайло Михайлович Роль (нар. 14 березня 1963 в селі Вовче Самбірського району Львівської області) — український поет-пісняр, перекладач, автор дитячих віршованих книг, лауреат Міжнародної літературно-мистецької премії імені Миколи Сингаївського.

## До життєпису
Дитячі та шкільні роки провів на Житомирщині.

## Творчість
Михайло Роль переклав українською понад 20 світових пісенних хітів, які виконав Заслужений артист України Володимир Вермінський. Пісні на слова Михайла Роля є в репертуарі народних і заслужених артистів України та інших співаків.
Поет також переклав українською Гімн Євросоюзу, який виконав відомий український оперний співак Юрій Мамчук і включив у свій репертуар Національний заслужений академічний український народний хор України імені Григорія Верьовки.

## Громадська діяльність
У 2004 разом із Юрієм Пальчуковським та Василем Городиським заснував Демократичне об'єднання «Українська Національна Рада».
У 2020 обраний для включення до складу конкурсної комісії Міністерства культури, молоді та спорту України з проведення конкурсного добору на посаду генерального директора Національного заповідника «Софія Київська» (від громадської організації «Рада національних спільнот України»).

## Відзнаки
Міжнародна літературно-мистецька премія імені Миколи Сингаївського (2020, в номінації «Пісенна творчість»).